# 에마야치 코리네알디
에마야치 코리네알디(Emayatzy Corinealdi, 1980년 1월 14일 ~ )는 미국의 배우이다.

## 영화
- 뷰티 샵
- 비밀스러운 초대
- 마일스 (영화)

## 텔레비전
- 더 영 앤 더 레스트리스
- 크리미널 마인드
- 로스우드 (드라마)
- 뿌리 (드라마)
- 이블 (드라마)